# Erigeron maximus
Erigeron maximus là một loài thực vật có hoa trong họ Cúc. Loài này được (D.Don) Otto ex DC. mô tả khoa học đầu tiên năm 1836.